# Championnat de Maurice de football 2003
Navigation
Saison précédente Saison suivante
La saison 2003 de Barclays League est la soixantième édition de la première division mauricienne. Les douze meilleures équipes du pays s'affrontent en matchs simple au sein d'une poule unique. À la fin du championnat, le dernier du classement est relégué et remplacé par la meilleure équipe de deuxième division. 
C'est le club de l'AS Port-Louis 2000 qui a été sacré champion de Maurice pour la deuxième fois de son histoire. Le club de Port-Louis, termine en tête du classement final du championnat, avec cinq points d'avance sur un trio Faucon Flacq SC, US Beau-Bassin/Rose Hill et Savanne SC.

L'AS Port-Louis 2000 se qualifie pour la Ligue des champions de la CAF 2004.

## Les équipes participantes
| - AS Port-Louis 2000 - Faucon Flacq SC - US Beau-Bassin/Rose Hill - Savanne SC - Sodnac (Quatre-Bornes) - AS de Vacoas-Phoenix | - Maurice Espoir (les moins de 21 ans) - Olympique de Moka - Curepipe Starlight SC - AS Rivière du Rempart - Grand Port United Mahébourg FC - AS Quatre Bornes - Promu de D2 |

## Classement
Le classement est établi sur le barème de points classique (victoire à 3 points, match nul à 1, défaite à 0).
| Rang | Équipe                      | Pts | J  | G | N | P | Bp | Bc | Diff |
| ---- | --------------------------- | --- | -- | - | - | - | -- | -- | ---- |
| 1    | AS Port-Louis 2000 (T)      | 23  | 11 | 8 | 2 | 1 | 26 | 9  | +17  |
| 2    | Faucon Flacq SC             | 21  | 11 | 6 | 3 | 2 | 23 | 11 | +12  |
| 3    | US Beau-Bassin/Rose Hill    | 21  | 11 | 6 | 3 | 2 | 23 | 11 | +12  |
| 4    | Savanne SC (C)              | 21  | 11 | 7 | 0 | 4 | 23 | 14 | +9   |
| 5    | Sodnac (Quatre-Bornes)      | 15  | 11 | 4 | 3 | 4 | 16 | 14 | +2   |
| 6    | AS de Vacoas-Phoenix        | 13  | 10 | 2 | 7 | 1 | 10 | 9  | +1   |
| 7    | Maurice Espoir              | 13  | 11 | 4 | 1 | 6 | 13 | 15 | -2   |
| 8    | Olympique de Moka           | 13  | 11 | 3 | 4 | 4 | 13 | 17 | -4   |
| 9    | Curepipe Starlight SC       | 13  | 11 | 4 | 1 | 6 | 13 | 18 | -5   |
| 10   | AS Rivière du Rempart       | 11  | 11 | 3 | 2 | 6 | 15 | 23 | -8   |
| 11   | Grand Port United Mahébourg | 9   | 10 | 3 | 0 | 7 | 11 | 20 | -9   |
| 12   | AS Quatre Bornes (P)        | 5   | 11 | 1 | 2 | 8 | 10 | 35 | -25  |

| Légende : Qualifications et relégations | Légende : Qualifications et relégations                                                       |
| --------------------------------------- | --------------------------------------------------------------------------------------------- |
|                                         | Qualification pour la Ligue des champions de la CAF 2004                                      |
|                                         | Qualification pour la Coupe de la confédération 2004                                          |
|                                         | Relégué en deuxième division                                                                  |
|                                         | (T) : Tenant du titre (P) : Promu de deuxième division (C) : Vainqueur de la Coupe de Maurice |

## Bilan de la saison
| Championnat de Maurice de football 2003 |                               |
| Champion                                | AS Port-Louis 2000 (2e titre) |
| Coupes et trophées                      |                               |
| Vainqueur de la Coupe de Maurice 2003   | Savanne SC                    |
| Qualifications continentales            |                               |
| Ligue des champions de la CAF 2004      | AS Port-Louis 2000            |
| Coupe de la confédération 2004          | Savanne SC                    |
| Promotions et relégations               |                               |
| Promus en Barclays League               | Pamplemousses SC              |
| Relégués en First League                | AS Quatre Bornes              |